# Assembleia Popular Suprema
A Assembleia Popular Suprema é o poder legislativo unicamaral da República Popular Democrática da Coreia (RPDC), comumente conhecida como Coreia do Norte. É constituída por um deputado por cada um dos 687 círculos eleitorais, eleito para mandatos de cinco anos.
A Assembleia Popular da Coreia do Norte é constituída por ainda três partidos que estão legalizados no país: O Partido dos Trabalhadores da Coreia (PTC), o Partido Social-Democrata e o Partido Chondoísta, sendo este último um partido religioso.

## Eleições
À luz da Constituição da Coreia do Norte, todos os cidadãos com mais de 17 anos, independentemente da afiliação partidária, opinião política ou religião, são elegíveis para o parlamento e para votar nas eleições. Na realidade, a Coreia do Norte não é um Estado de partido único, havendo outros dois partidos menores, como o Partido Social-Democrata da Coreia e o Partido Chondoista Chongu, por exemplo.
Todos os candidatos são selecionados pela Frente Democrática para a Reunificação da Pátria em reuniões decisórias nas quais os candidatos são nomeados, sendo que os seus nomes apenas aparecerão no boletim quando nelas aprovados. A Frente Democrática para a Reunificação da Pátria é uma Frente Popular dominada pelo Partido dos Trabalhadores da Coreia, o qual possui quase todo o poder. Os outros participantes na coligação incluem os outros dois partidos políticos reconhecidos legalmente, o Partido Social-Democrata da Coreia do Norte e o Partido Chondoista Chongu, bem como várias outras organizações incluindo grupos sociais e de jovens, como a seção coreana do Movimento dos Pioneiros, a Liga da Juventude Socialista de Kim Il-sung, a Liga Democrática Coreana das Mulheres e a Sociedade da Cruz Vermelha da República Popular Democrática da Coreia.
As eleições são realizadas por voto secreto. No entanto, apenas o candidato aprovado pela Frente Democrática para a Reunificação da Pátria aparece no boletim. Um votante poderá riscar o nome do candidato para votar contra este, mas deve fazê-lo numa cabina especial sem qualquer tipo de secretismo. De acordo com muitos desertores norte-coreanos, um tamanho ato de despeito é demasiado arriscado para alguma vez ser tentado.

## História
Em 1990, a composição da APS era de 601 lugares para o Partido dos Trabalhadores da Coreia, 51 lugares para o Partido Social Democrata Coreano, 22 lugares para o Partido Chondoista Chongu e 13 lugares para independentes.
Kim Jong-il não discursou na primeira sessão da 10.ª APS em 1998. Ao invés, os membros ouviram um discurso gravado do falecido líder Kim Il-sung, que fôra feito na primeira sessão da 9.ª APS, em 1991.
O fortalecido papel do Exército Popular Coreano foi antecipado pela eleição da APS de julho de 1998, onde 101 militares foram eleitos entre os 687 delegados. Foi um grande aumento, quando comparado com os 57 oficiais militares eleitos na 9.ª APS em 1990.
Kim Yong-nam é, desde 1998, presidente do Presidium da Assembleia, e chefe de Estado de facto da Coreia do Norte. Choe Thae-bok é o presidente da APS, e Kim Wan-su e Hong Son Ok são vice-presidentes.

## Funções
De acordo com a Constituição da Coreia do Norte, a APS é o mais alto órgão do Estado. A Assembleia é convocada uma ou duas vezes por ano para reuniões regulares que duram vários dias. O Presidium serve sempre como a legislatura do país. Sessões extraordinárias da Assembleia poderão ser convocadas pelo Presidium ou por um terço dos deputados da APS.
As funções da APS são:
- Adotar, emendar ou complementar a Constituição
- Determinar a política do Estado e o orçamento
- Eleger o presidente, vice-presidente e membros da Comissão de Defesa Nacional
- Eleger o presidente e membros do Presidium
- Eleger funcionários judiciais
- Apontar o presidente, vice-presidente e outros membros do governo
- Receber relatórios e adotar as medidas do governo

A Constituição é emendada quando aprovado por dois terços do número de deputados.

## Presidium
O Presidium da Assembleia Popular Suprema é o mais alto órgão da Coreia do Norte. Exerce o poder legislativo quando a APS não está reunida, coisa que acontece todo o ano à exceção de alguns dias. Kim Yong-nam é o atual presidente do Presidium.
O Presidium é constituído pelo presidente, vice-presidentes, secretários e outros membros. As funções do Presidium são:
- Convocar sessões da Assembleia Popular Suprema
- Examinar e aprovar nova legislação do Estado quando a APS não está reunida
- Interpretar e implementar a Constituição e a legislação
- Formar e dissolver os ministérios do Estado
- Supervisionar as leis e órgãos do Estado
- Organizar eleições para a Assembleia Popular Suprema
- Ratificar tratados com países estrangeiros
- Nomear, transferir e remover funcionários e juízes quando a APS não está reunida
- Atribuir perdões especiais e anistias

Adicionalmente às suas funções executivas, o Presidium recebe ainda as credenciais dos representantes diplomáticos de países estrangeiros.
De acordo com a Constituição de 1998, o Presidium e o presidente do Presidium sucedem ao Comitê Permanente da Assembleia e ao Presidente do Comitê Permanente; o último cargo funcionava como presidente do parlamento e como chefe de Estado antes da eliminação do cargo de Presidente da República Popular Democrática da Coreia. Atualmente, o presidente do Presidium (Kim Yong-nam) é o chefe de Estado, enquanto que o presidente da Assembleia Popular Suprema, Choe Thae-bok, é apenas o presidente do parlamento, sendo Kim Jong-un Primeiro Secretário do PTC e recentemente eleito como Presidente da Comissão de Defesa Nacional e Supremo Comandante do Exército Popular, portanto, os poderes de Kim Jong-un estão limitados pelas funções em tais cargos do Estado. A APS, em sessão extraordinária, pode depor os cargos administrativos a qualquer momento se necessário, independente do Supremo Comandante.